# Ère Tenpyō

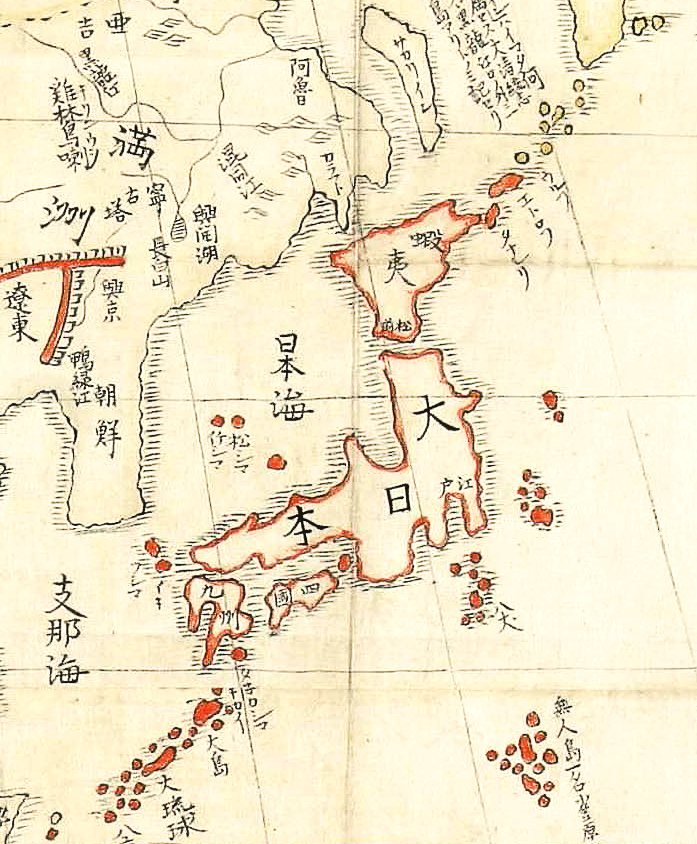
Carte sur l’êtes du Japon

L'ère Tenpyō (天平), également romanisée en Tempyō, est une ères du Japon (年号,, nengō,, lit. « nom de l'année ») après l'ère Jinki et avant l'ère Tenpyō-kanpō. Cette ère couvre, au cours de l'époque de Nara, la période allant du mois d'août 729 au mois d'avril 749. L'empereur régnant est Shōmu (聖武天皇)-tennō.
En histoire de l'art japonais, la période Tenpyō ou la culture Tenpyō désigne une époque plus longue suivant la période Hakuhō, allant de 710 à 784, coïncidant donc avec l'époque historique de Nara,.

## Changement de l'ère
- 729 Tenpyō gannen (天平元年?) : Le nom de la nouvelle ère est créé pour marquer un événement ou une suite d'événements. L'ère précédente se termine là où commence la nouvelle, Jinki 6, le 5e jour du 8e mois de 729[5].

## Événements de l'ère Tenpyō
- 740 (Tenpyō 12, 8e mois) : À la cour de l'empereur Shōmu à Nara, Kibi no Makibi et Genbō conspirent pour discréditer Fujiwara no Hirotsugu, qui est dazai shoni dans le Kyushu[6].
- 740 (Tenpyō 12, 9e mois) : La rébellion de Fujiwara no Hirotsugu naît en réaction contre l'influence croissante de Genbō et autres dignitaires[6].
- 740 (Tenpyō 12, 9e mois) : Sous le commandement de Ōno no Azumabito, une armée de 17 000 hommes est envoyée à Kyushu pour prévenir des troubles possibles[6].
- 740 (Tenpyō 12, 10e mois) : Hirotsugu est nettement battu dans la bataille puis il est décapité dans la province de Hizen[6].
- 740 (Tenpyō 12) : La capitale est déplacée à Kuni-kyō[7].
- 741 (Tenpyō 13) : L'empereur appelle à l'établissement national de temples provinciaux. Des temples provinciaux (kokubunji) et des couvents provinciaux (kokubunniji) sont établis dans tout le pays[8]. Le nom plus formel pour ces kokubunji est konkomyo-shitenno-gokoku no tera (qui signifie « temples pour la protection du pays par les quatre divinités gardiennes de la lumière dorée »). le nom plus formel pour ces bokubunniji est hokke-metuzai no tera (qui signifie « couvents pour éliminer le péché au moyen du Sutra du Lotus »)[8].
- 743 (Tenpyō 15) : L’empereur émet un rescrit pour construire le daibutsu (Grand Bouddha), achevé plus tard et placé au Tōdai-ji à Nara[9].
- 743 (Tenpyō 15) : La loi de propriété perpétuelle des terres cultivées (墾田永代私財法) est publiée.
- 744 (Tenpyō 16) : Naniwa-kyō est annoncée pour capitale[6].
- 745 (Tenpyō 17) : La capitale retourne à Heijō-kyō (Nara), la construction du Grand Bouddha reprend[10].
- 749 (Tenpyō 20) : Après un règne de 25 ans, l'empereur Shōmu abdique en faveur de sa fille Takano-hime qui devient l'impératrice Kōken. Après son abdication, Shōmu prend la tonsure, devenant ainsi le premier empereur retiré à devenir prêtre bouddhiste. L'impératrice Komyo, suivant l'exemple de son mari, prend aussi des vœux sacrés et devient une nonne bouddhiste[11].

| Tenpyō | 1er | 2e  | 3e  | 4e  | 5e  | 6e  | 7e  | 8e  | 9e  | 10e | 11e | 12e | 13e | 14e | 15e | 16e | 17e | 18e | 19e | 20e | 21e |
| Julien | 729 | 730 | 731 | 732 | 733 | 734 | 735 | 736 | 737 | 738 | 739 | 740 | 741 | 742 | 743 | 744 | 745 | 746 | 747 | 748 | 749 |